# Сан-Мартіню-да-Гандара
Сан-Мартіню-да-Гандара (порт. São Martinho da Gândara; МФА: [ˈsɐ̃w maɾ.ˈti.ɲu dɐ ˈgɐ̃.dɐ.ɾɐ]) — парафія в Португалії, у муніципалітеті Олівейра-де-Аземейш. Розташована в західній частині країни, на теренах історичної португальської провінції Бейра. Входить до складу округу Авейру. За адміністративним поділом, чинним до 1976 року, терени парафії були складовою провінції Берегова Бейра. Належить до Авейрівської діоцезії Католицької церкви. Патрон — Мартин Турський. Площа — 8,1313 км². Населення — 1985 ос. (2011). Середньо урбанізований регіон. Густота населення — 244,12 осіб/км²
. Код — 011315.

## Населення
| Кількість мешканців | Кількість мешканців | Кількість мешканців | Кількість мешканців | Кількість мешканців | Кількість мешканців | Кількість мешканців | Кількість мешканців | Кількість мешканців | Кількість мешканців | Кількість мешканців | Кількість мешканців | Кількість мешканців | Кількість мешканців | Кількість мешканців |
| ------------------- | ------------------- | ------------------- | ------------------- | ------------------- | ------------------- | ------------------- | ------------------- | ------------------- | ------------------- | ------------------- | ------------------- | ------------------- | ------------------- | ------------------- |
| 1864                | 1878                | 1890                | 1900                | 1911                | 1920                | 1930                | 1940                | 1950                | 1960                | 1970                | 1981                | 1991                | 2001                | 2011                |
| 1.343               | 1.321               | 1.285               | 1.423               | 1.585               | 1.456               | 1.541               | 1.690               | 1.877               | 1.898               | 2.132               | 2.239               | 2.237               | 2.289               | 1.985               |